# 北海道寿都高等学校
北海道寿都高等学校（ほっかいどうすっつこうとうがっこう、Hokkaido Suttsu High School）は、北海道寿都郡寿都町にある公立（道立）の高等学校。
全日制普通科高校。北海道の高校では6番目となる1902（明治35）年12月に創立された。

## 沿革
- 1902年12月 - 町内篤志家婦人の賛助を得て、佐々木珍龍師（禅寺龍洞院元住職）を校主とし、私立寿都実業女学校として創立される。
- 1908年 - 第68回町会に於いて、町立寿都女子職業学校の設立を可決し、文部大臣宛乙種徒弟学校学則に基き、設立許可を申請し、その結果、認可される。これによって町立寿都女子職業学校となる。
- 1934年 - 校名を町立寿高等家政女学校に変更する。
- 1948年 - 学制改革によって、男子部を併置して男女共学の普通高等学校として認可される。校名を北海道寿都町立寿都高等学校に変更する。
- 1949年 - 旧寿都病院貸与の木造2階建造物を修築し、独立校として完成を目ざすが、寿都町大火によって失い、再建は不可能となり、新たに道立八雲高等学校寿都分校として再発足する。
- 1950年3月31日 - 北海道寿都高等学校として独立する。
- 1956年 - 道立に移管される。
- 1992年 - 創立90周年記念式典を挙式する。
- 2002年 - 創立100周年記念式典並びに祝賀会を挙行する。

## 著名な出身者
- 本庄敬 - 漫画家
- 田原賢一 - 雄武町長
- 越前谷直樹 - ミュージシャン、元湯別メインストリートなど
- 滝田一希 - プロ野球選手（広島）